# Držkovce
Držkovce (em húngaro: Deresk) é um município da Eslováquia, situado no distrito de Revúca, na região de Banská Bystrica. Tem 20,69 km² de área e sua população em 2018 foi estimada em 583 habitantes.

## Demografia
| Ano:        | 1994 | 2004    | 2014    | 2024   |
| ----------- | ---- | ------- | ------- | ------ |
| Broj ljudi: | 462  | 511     | 572     | 569    |
| Razlika:    |      | +10,60% | +11,93% | -0,52% |

| Ano:               | 2023 | 2024   |
| ------------------ | ---- | ------ |
| Número de pessoas: | 564  | 569    |
| Diferença:         |      | +0,88% |